# Retrato de Hilaire De Gas
El Retrato de Hilaire De Gas es un cuadro del pintor Edgar Degas, creado en 1857 y en exhibición en el Museo de Orsay de París.

## Descripción
René Hilaire De Gas, abuelo del pintor, fue un hombre que tras los tormentosos acontecimientos de la Revolución Francesa decidió trasladarse a Nápoles, donde ingresó al mundo de los negocios, convirtiéndose en un banquero rico y culto. El joven Degas, después de haberse formado en su tierra natal, culminaría sus estudios visitando a su abuelo en Nápoles, una ciudad culturalmente muy animada en aquella época. La obra, fechada arriba a la derecha ("Capodimonte 1857"), después de varias peregrinaciones encontró su ubicación definitiva en el Museo de Orsay, en París, donde se exhibe con el número de inventario RF 3661. 
René Hilaire Degas, captado sentado en la esquina de un sofá, muestra aplomo: para la ocasión viste un chaleco blanco, pantalones grises y chaqueta negra, que resaltan su aspecto distinguido. Sin embargo, la expresión ligeramente cansada de su rostro y el bastón con mango de marfil que sostiene en su regazo delatan el peso de sus ochenta y siete años y la inexorabilidad del paso del tiempo. El bastón, sin embargo, también sugiere su condición de cabeza de familia y, de hecho, da la impresión de una autoridad innata.  Además de este cuadro, una de las cumbres absolutas del retrato degasiano, el pintor retrató a su abuelo en tres dibujos a lápiz de 1856 y en otro óleo de 1857, que quedó inacabado, donde René Hilaire aparece sentado ante una mesa, leyendo atento el periódico con un sombrero verde en la cabeza.
Técnicamente, el cuadro se dibuja sobre una cuadrícula de líneas horizontales (centradas en el sofá), líneas verticales (la imponente figura de René Hilaire) pero también líneas diagonales (el brazo izquierdo del anciano relajadamente posado en el apoyabrazos, aportando estabilidad a la escena), en total concordancia con los cánones compositivos del Renacimiento. La paleta, sobre armonías del ocre y del negro, muestra la intensa influencia de Flandrin y Lamothe, maestros del joven Degas, que sin embargo ya ha sido parcialmente superada gracias a la inclusión de un «amarillo suave y luminoso, que ilumina toda la composición" (Alessandra Borgogelli). La escena, de hecho, revela una mayor vivacidad que las pinturas de los maestros, también porque está inundada de una luz que resalta sólo las partes más relevantes del cuadro y porque está animada por la pose informal y no demasiado oficial del abuelo. 